# The Bays
Pour les articles homonymes, voir Bays.
The Bays est un groupe de drum and bass venant de Londres en Angleterre.
L'une des particularités de ce groupe est qu'il ne joue qu'en live, refuse de signer le moindre contrat ou de vendre le moindre disque. De plus, chaque apparition sur scène est inédite puisqu'il ne joue qu'en improvisation. Chaque morceau prend une évolution différente en fonction de la réaction du public.
Ils enregistrent seulement leurs meilleures prestations sur scène afin de les diffuser gratuitement sur leur site Internet.

## Les prestations
Malgré une promotion presque inexistante, The Bays a acquis une certaine notoriété dans le milieu de la musique électronique en Angleterre et petit à petit en France, en Allemagne, aux Pays-Bas, etc. L'un des avantages de l'improvisation est le fait que The Bays peut facilement adapter sa musique en fonction du public. Les genres de musique inspirant le groupe étant nombreux, certaines prestations auront comme résultat une sorte de musique d'ambiance, d'autres auront des influences hip-hop, house, trance, reggae, garage, breakbeat, funk ou bien souvent des mélanges entre différents styles. Le drum and bass est tout de même le style dans lequel The Bays excelle.
The Bays a été le groupe phare de plusieurs festivals en Angleterre comme The Big Chill, la "dance tent" du Glastonbury Festival, mais aussi le Sri Lanka WOMAD festival au Sri Lanka, le Hotaka Moutain Festival au Japon, le Skol Beats Festival au Brésil.
Le Jazz Café est la salle londonienne dans laquelle ils viennent régulièrement donner des concerts les samedis soir.

## Les membres du groupe
Les membres du groupe sont :
- Andy Gangadeen: batterie
- Chris Taylor: basse
- Jamie Odell: clavier
- Simon Richmond: effets sonores et samples

D'autres musiciens comme Simon Smugg, Tom Middleton et Nick Cohen ont appartenu au groupe par le passé. Comme chaque apparition sur scène est une totale improvisation, le groupe se donne très régulièrement la liberté d'inviter d'autres artistes jouer avec eux. Certains de ces musiciens ayant collaboré avec The Bays sont Richard Barbieri, Matt White, Mark Pritchard, Bluey, Stamina MC, Ty ou Hexstatic. Ils ont participé aussi à deux "British Council Tour" ce qui leur a permis de créer des ateliers musicaux au Mexique en 2003 et en Allemagne en 2004.